# Way Jaha
Way Jaha is een bestuurslaag in het regentschap Tanggamus van de provincie Lampung, Indonesië. Way Jaha telt 1923 inwoners (volkstelling 2010).